# Pietro Polani
Pietro Polani meurt à Caorle en 1147) est le 36e doge de Venise élu en 1130 et mort en 1147.

## Biographie
Polani est élu doge malgré les protestations des familles Dandolo et Badoer en raison de son mariage avec Adelasa Michele, qui est la fille de son prédécesseur Domenico Michele. Ses adversaires voit en son élection une violation au décret qui vise à prévenir que les postes publics soit transmis par héritage.

### Dogat
Le doge, occupé par des problèmes internes, néglige la politique extérieure ce qui permet aux Hongrois de reconquérir Traù (aujourd'hui Trogir), Šibenik et Split en Dalmatie entre 1133 et 1135 ; en 1141, les Padouans tentent de s'étendre vers la lagune pour abattre le monopole sur le sel détenu par Venise ; les Anconitains, de leur côté, attaquent par le sud.
La complexité de la situation conduit à la formalisation définitive d'une assemblée de sapiens (conseil des sages) ou senatores qui conseille et confirme les décisions du doge : ainsi naît officiellement le conseil mineur (minor consiglio), avec l'intention de faire prévaloir l'intérêt de l'état sur l'intérêt personnel ou de la famille. Le Conseil se compose de représentants de l'aristocratie dominante ainsi que de banquiers et de marchands. Une nouvelle oligarchie se forme progressivement qui participe aux décisions de l'État et qui, au cours des siècles, va de plus en plus restreindre les pouvoirs du Doge.
Les décisions prises par le doge en accord avec la nouvelle assemblée sont : le refus de participer à la seconde croisade de 1144 demandée par le pape Lucius II ; les accords sur le sel avec les Padouans et la fin des conflits ; l'expulsion des Pisans de Zadar. Les nobles familles Badoer, Falier, Michiel, Morosini et Dandolo s'opposent à une politique d'amitié envers Byzance : aussi, lorsque Byzance, en raison de son soutien contre les Normands dirigés par Roger II de Sicile, le doge reçoit la confirmation des avantages commerciaux sur les îles de Crète, Chypre, Chios et Rhodes, le doge fait exiler les Badoer et raser au sol les propriétés des Dandolo situées à San Luca. En conséquence et pour l'appui à Byzance, le pape Eugène III lance l'excommunication sur Venise. Pietro Polani part pour l'orient avec une bonne partie de la flotte combattre les Normands jusqu'à ce que la maladie l'oblige à rentrer prématurément à Venise et il meurt à Caorle en 1147.
Polani a été enterré dans le monastère de San Cipriano de Murano.

## Sources
- (it) Cet article est partiellement ou en totalité issu de l’article de Wikipédia en italien intitulé « Pietro Polani » (voir la liste des auteurs).

- (en) Cet article est partiellement ou en totalité issu de l’article de Wikipédia en anglais intitulé « Pietro Polani » (voir la liste des auteurs).